# Michael Croissant
Michael Croissant (Landau in der Pfalz, 7 mei 1928 – München, 21 september 2002) was een Duitse beeldhouwer.

## Leven en werk
Michael Croissant werd 1928 in Landau, een stad in de deelstaat Rijnland-Palts, geboren, maar hij bracht zijn vroegste jeugd door in Berlijn. Van 1934 tot 1938 leefde de familie in Wenen, daarna weer in Landau. In 1942 begon hij een opleiding tot steenhouwer en aansluitend bezocht hij in Kaiserslautern van 1943 tot 1946 de Schule des deutschen Handwerks. Van 1946 tot 1948 kreeg hij een voortgezette opleiding aan een privé kunstacademie in München en ten slotte studeerde hij van 1948 tot 1953 bij de beeldhouwer Toni Stadler aan de Akademie der Bildenden Künste München.
Van 1953 tot 1966 leefde en werkte hij met zijn echtgenote, de beeldhouwster Christa von Schnitzler, als vrijscheppend kunstenaar in München. In 1966 werd hij hoogleraar aan de Städelschule in Frankfurt am Main. Na 22 jaar keerde hij in 1988 terug naar München, waar hij in 2002 overleed.
Hij was lid van de Arbeitsgemeinschaft Pfälzer Künstler, de Pfälzische Sezession, de Darmstädter Sezession en de Neue Gruppe München. Vanaf 1972 was hij tevens lid van de Bayerische Akademie der Schönen Künste in München.

## Werken (selectie)
- 1972 Stehende Figur, Lenbachvilla aan de Luisenstrasse in München
- 1975 Der gestürzte Prometheus, Bosch Gymnasium in Ludwigshafen am Rhein
- 1977 Stehende Figur, Neue Straße in Ulm
- 1983 Figur, Villa Grisebach in Berlijn
- 1984 Kopf, beeldenroute Kunst am Campus van de universiteit van Augsburg[1]
- 1985 Figur, Villa Grisebach in Berlijn
- 1985 Figur, Skulpturenpark Sammlung Domnick in Nürtingen
- 1986 Kopf, Gießener Kunstweg in Gießen
- 1986 Kopf, Skulpturenpark Schloß Philippsruhe in Hanau
- 1988 Schmaler Kopf, Mannheim
- 1993 Figur, Kolpingplatz in Keulen
- 1993 Kopf mit Schultern, Beeldenpark van het Städel Museum in Frankfurt am Main

## Fotogalerij

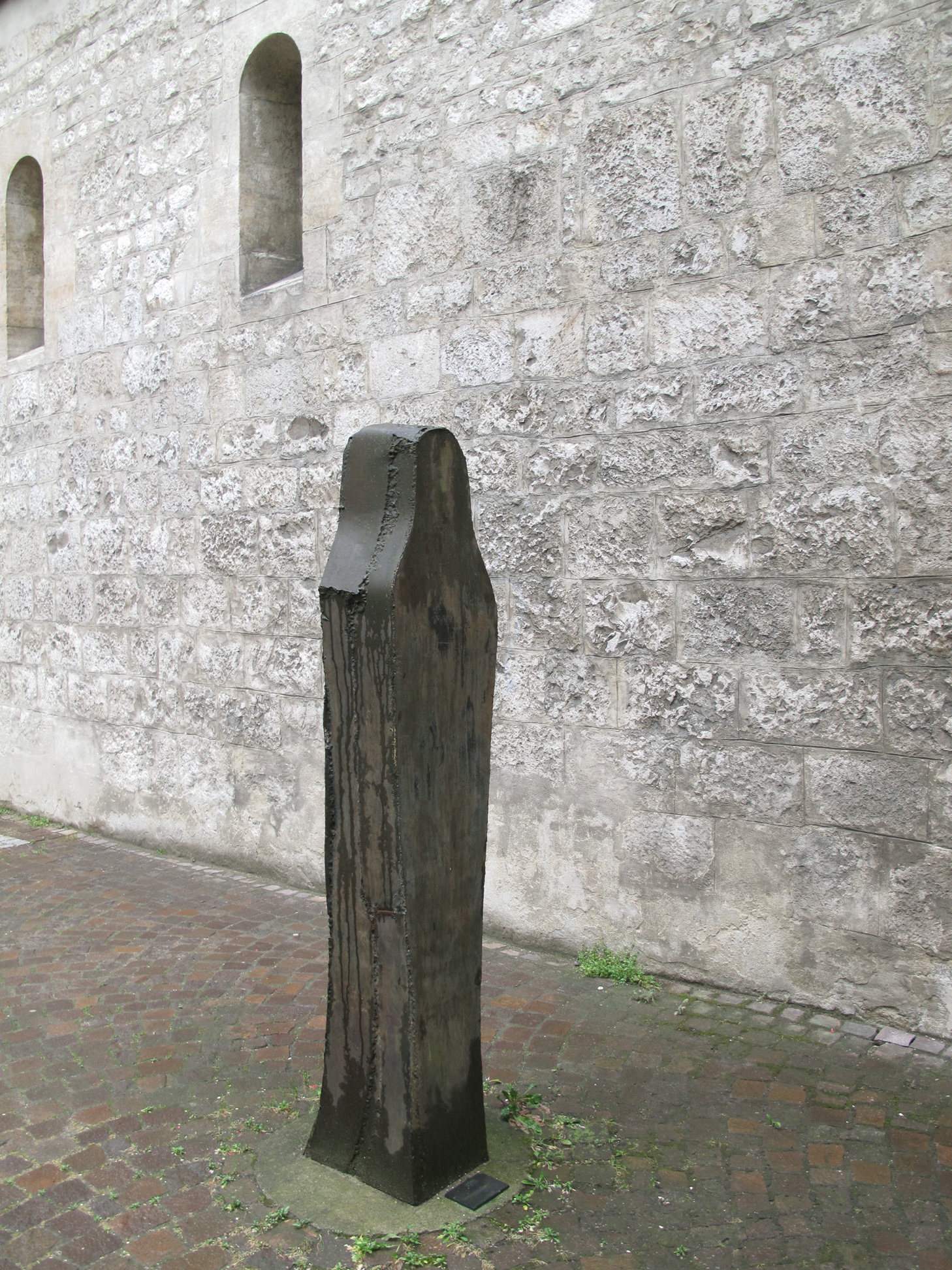
Stehende Figur (1977), Ulm
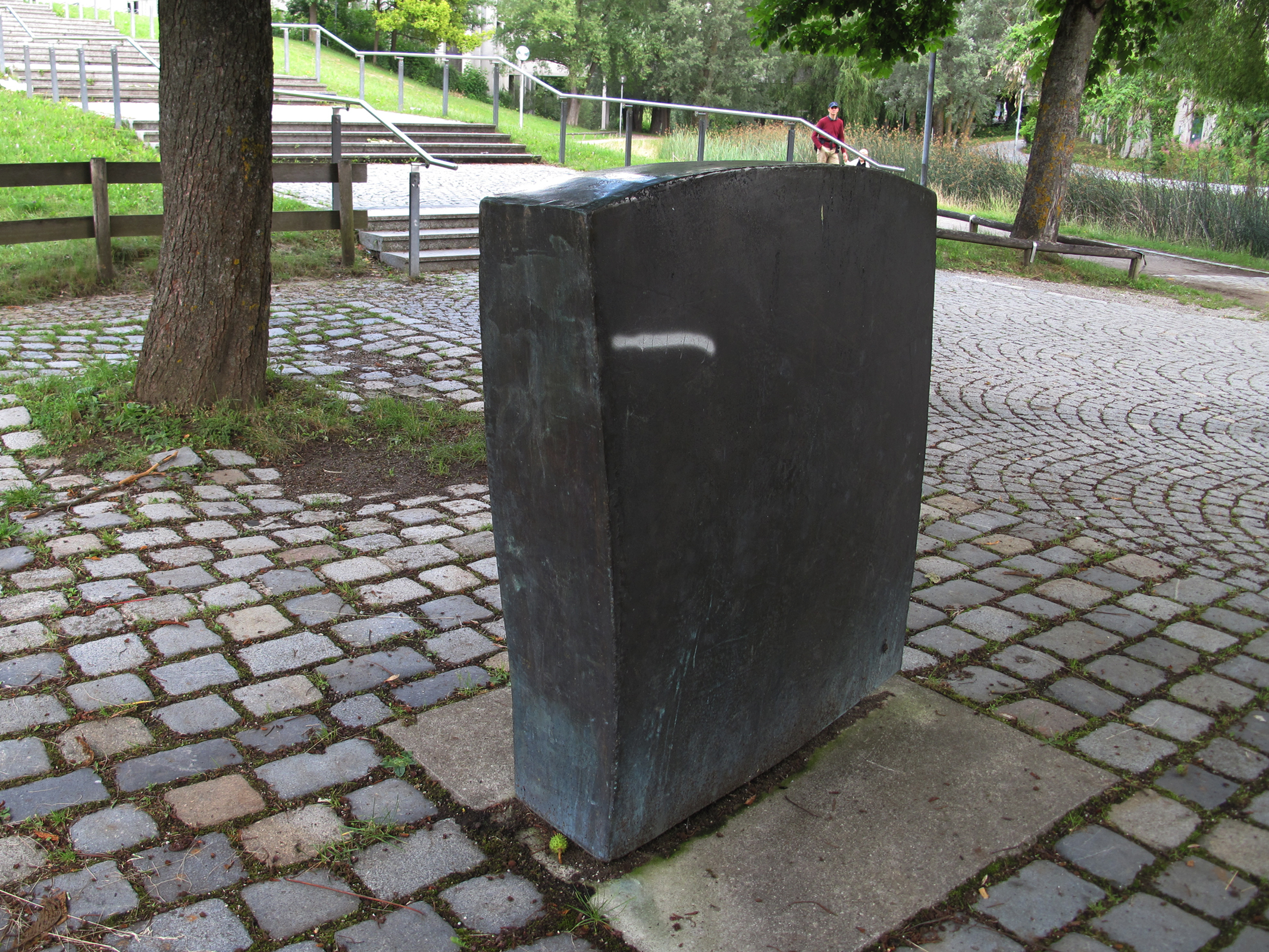
Kopf (1984), Augsburg
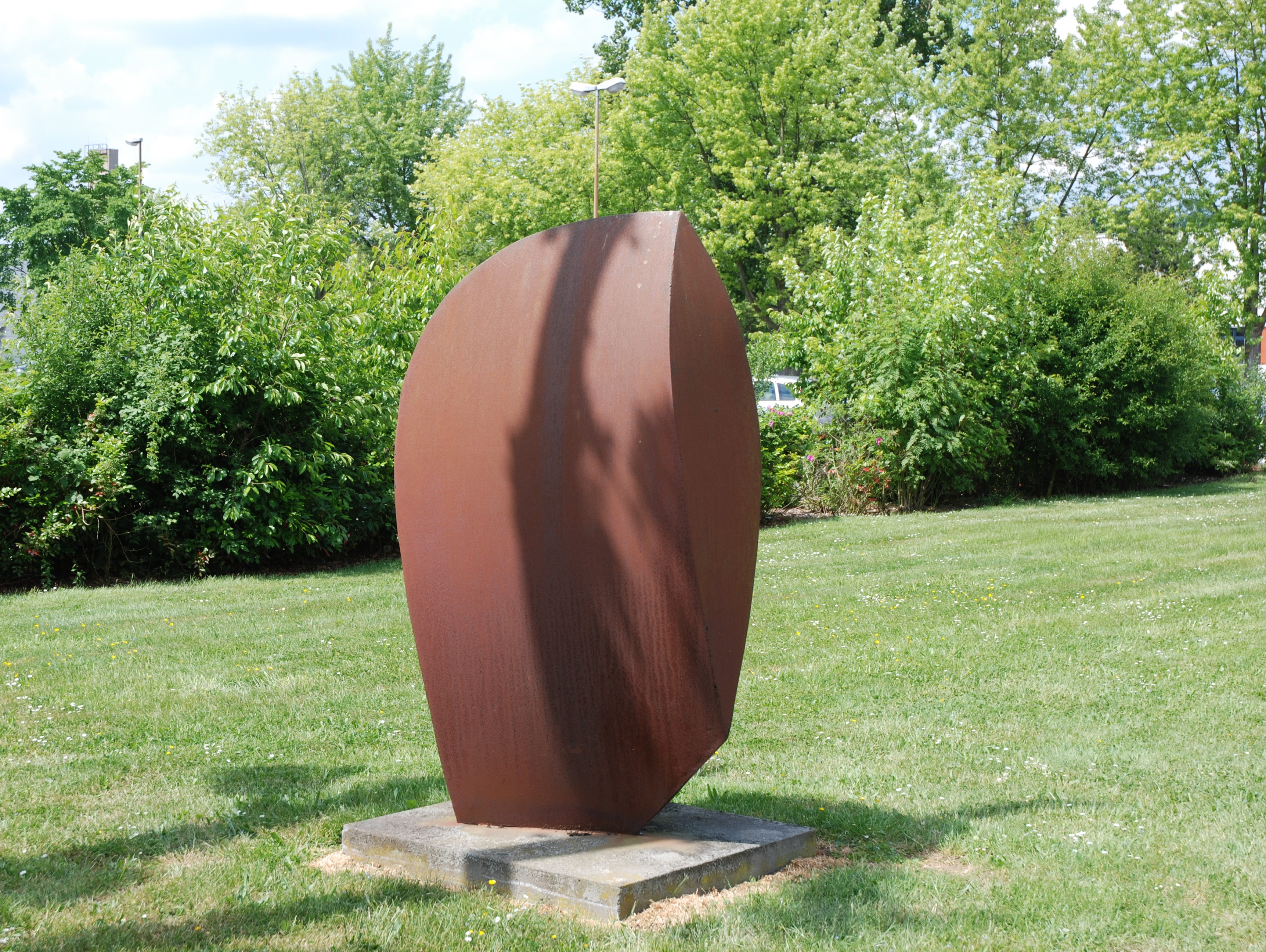
Kopf (1986), Gießen
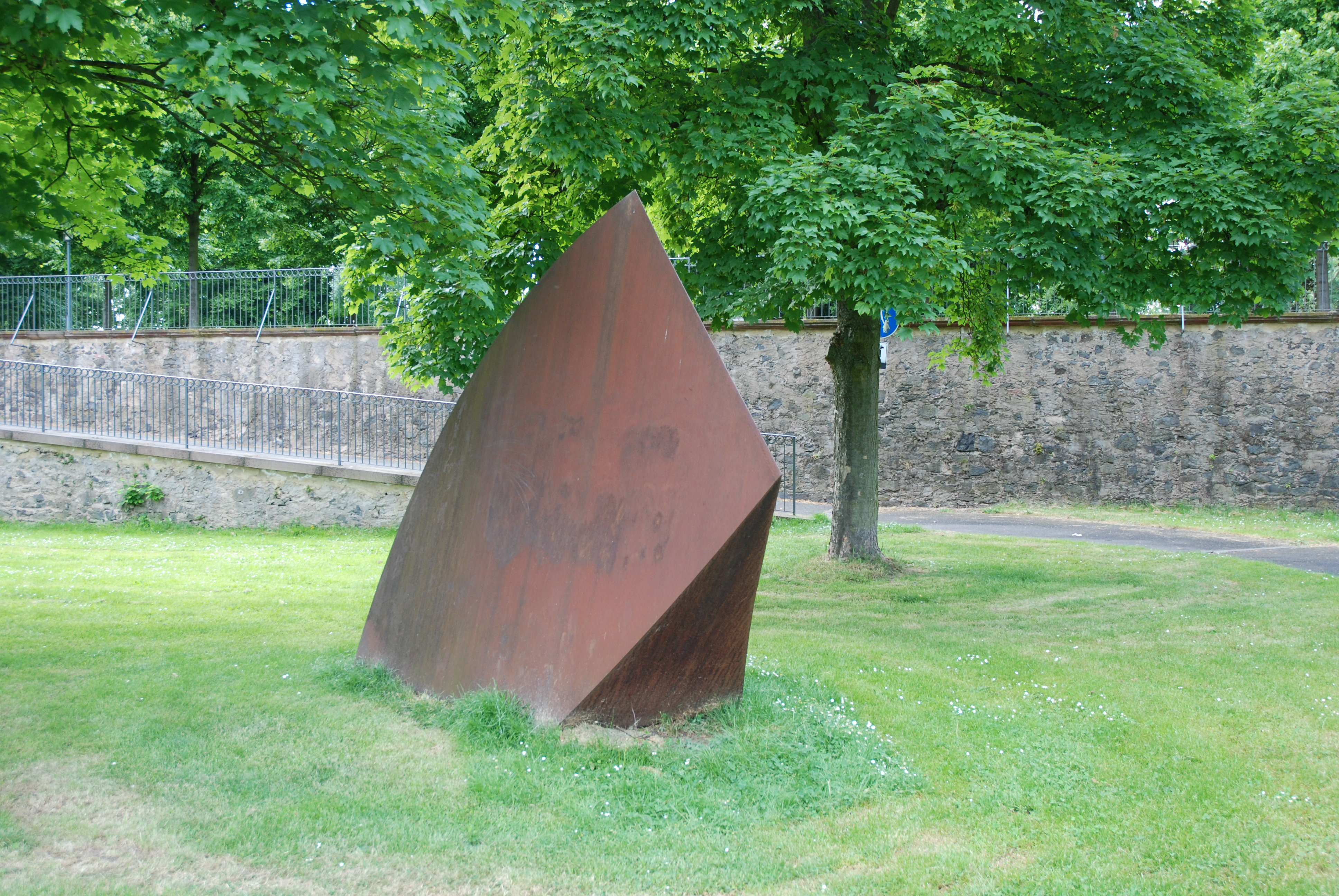
Kopf (1986), Hanau
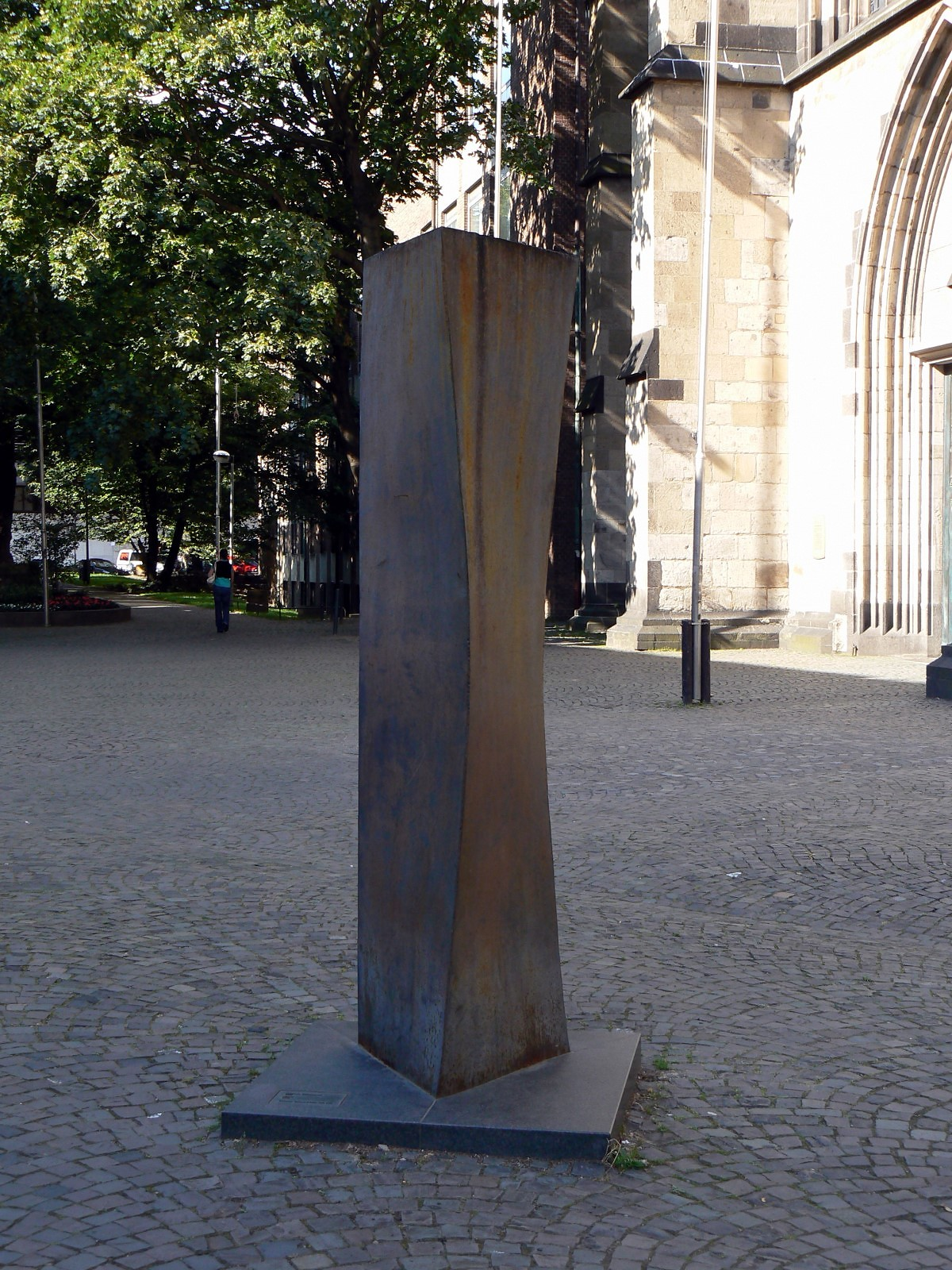
Figur (1993), Keulen
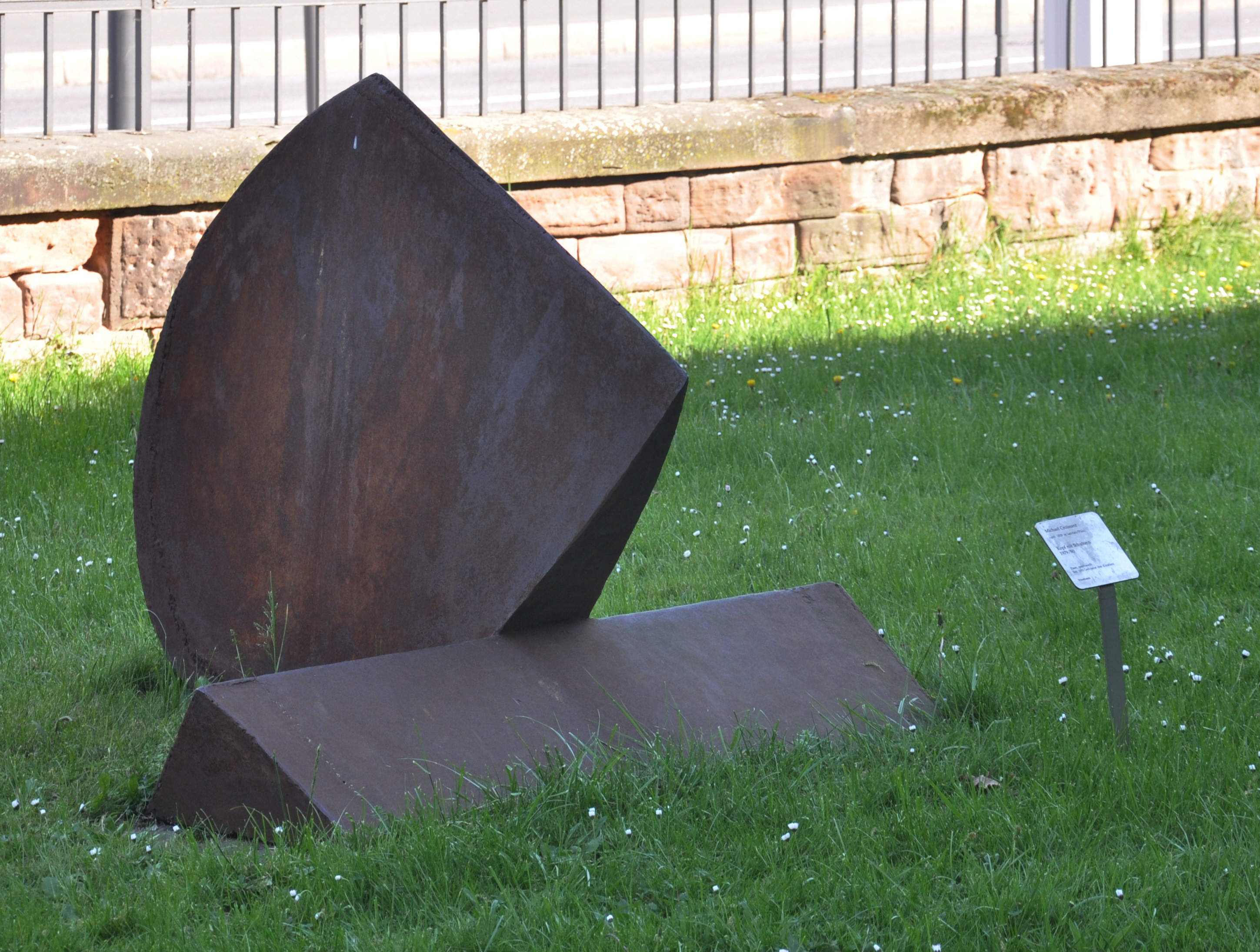
Kopf mit Schultern, Städel Museum